# Kirkibost Island
Kirkibost Island är en ö i Storbritannien.   Den ligger i kommunen Yttre Hebriderna och riksdelen Skottland, i den nordvästra delen av landet, 800 km nordväst om huvudstaden London. Arean är 205 kvadratkilometer.
Terrängen på Kirkibost Island är mycket platt. Öns högsta punkt är 11 meter över havet. Trakten runt Kirkibost Island består i huvudsak av gräsmarker.